# Čoka
Čoka (húngaro: Csóka; serbocroata cirílico: Чока) es un municipio y villa de Serbia perteneciente al distrito de Banato del Norte de la provincia autónoma de Voivodina.
En 2011 su población era de 11 398 habitantes, de los cuales 4028 vivían en la villa y el resto en las 7 pedanías del municipio. El principal grupo étnico son los magiares (5661 habitantes), con una minoría destacable de serbios (4437 habitantes) y otra minoría más pequeña de gitanos (351 habitantes).
Se ubica sobre la carretera 13 a medio camino entre Kikinda y Szeged, en la orilla oriental del río Tisza. Al otro lado del río se ubica a 2 km la vecina localidad de Senta.

## Pedanías
Además de la villa de Čoka, el municipio incluye las siguientes pedanías:
- Padej (húngaro: Padé)
- Jazovo (húngaro: Hódegyháza)
- Banatski Monoštor (húngaro: Kanizsamonostor)
- Vrbica (húngaro: Egyházaskér)
- Crna Bara (húngaro: Feketetó)
- Sanad (húngaro: Szanád)
- Ostojićevo (húngaro: Tiszaszentmiklós)